# Jeronim Ivanovič Stebnitski
Jeronim Ivanovič Stebnitski (Volhinija, 12. listopada 1832. − Sankt Peterburg, 10. veljače 1897.), poljsko-ruski zemljopisac, geodet, kartograf, geofizičar i general pješaštva u službi Ruskog Carstva.
Rođen je u volhinijskoj plemićkoj obitelji, a pohađao Sveučilište prometnih znanosti u Sankt Peterburgu gdje je 1852. godine stekao zvanje je željezničkog inženjera. Godine 1855. priključuje se geodetskom društvu čijim je predsjednikom imenovan tri godine kasnije. Opsežna i plodna znanstvena djelatnost Stebnitskog počinje 1860. godine kada je imenovan pomoćnikom načelnika za triangulaciju na Kavkazu i široj regiji gdje je precizno kartirao planine Elbrus i Kazbek. Godine 1867. promaknut je u ravnatelja vojnog topografskog odjela. Između 1886. i 1889. godine dobio je zadatak kartiranja Jugozapadne Azije do Amu-Darje i pod njegovim nadzorom u Tbilisiju su izrađeni veliki zemljovidi Male Azije i Irana u mjerilu 1:840.000. Obuhvaćali su svu poznatu građu tog vremena i bili su daleko napredniji od svih drugih zemljovida. Zbog golemih zasluga Stebnitski je nagrađen velikom zlatnom medaljom Ruskog geografskog društva.

## Opus
- (rus.) Karta azìâtskoi Turcìi (Tbilisi, 1870.)
- (rus.) Ob otklonenii otviesnykh liniǐ pritiazheniem Kavkazskikh gor. Geodezicheskoe izsliedovanie (Sankt Peterburg, 1870.)
- (rus.) Zamĕtki o Turkmenіi sostavlennyja po svĕdĕnіjam (1873.)
- (rus.) Obzor sviedienīĭ o prezhnem techenīi Amu-Darvi v Kaspīĭskoe more (Tbilisi, 1876.)
- (rus.) Nabliudeniia nad kachaniiami novorotnykh maiatnikov russkago akademicheskago pribora proizvedennyia v g. Tiflisie. (Sankt Peterburg, 1880.)

## Poveznice
- Povijest kartografije